# Glenea subcoeruleata
Glenea subcoeruleata är en skalbaggsart som beskrevs av Maurice Pic 1943. Glenea subcoeruleata ingår i släktet Glenea och familjen långhorningar. Inga underarter finns listade i Catalogue of Life.